# Хильгермиссен
Хильгермиссен (нем. Hilgermissen) — община в Германии, в земле Нижняя Саксония.
Входит в состав района Ниэнбург-на-Везере. Подчиняется управлению Графшафт Хойа. Население составляет 2102 человека (на 31 декабря 2010 года). Занимает площадь 54 км².
Коммуна подразделяется на 8 сельских округов.
| Год  | Население |
| ---- | --------- |
| 1990 | 2033      |
| 1995 | 2104      |
| 2000 | 2210      |
| 2005 | 2208      |
| 2010 | 2134      |